# Pogonotus indicus
Pogonotus indicus är en insektsart som beskrevs av Thirumalai och Ananthasubramanian 1985. Pogonotus indicus ingår i släktet Pogonotus och familjen hornstritar. Inga underarter finns listade i Catalogue of Life.